# Вогнева група

Стандартне позначення вогневої групи в NATO у США та Словаччині; інші країни замість символу Ø використовують символ ●

Вогнева група (англ. fireteam) — це найменше позаштатне військове формування у складі відділення, що не має штатного командира, в багатьох збройних силах світу.
У Збройних силах вогневою групою може командувати молодший сержант, капрал, молодший капрал, єфрейтор або старший солдат.
Зазвичай у механізованому (мотопіхотному, піхотному) відділенні 2-3 вогневі групи (командування або управління, вогнева, ударна, снайперська, мінування, прикриття, забезпечення тощо). У відділеннях інших родів військ чисельність особового складу групи може складати від 2 до 5 чоловік.
Так, під час ведення бою відділення може поділятися на дві бойові групи: власне вогневу і маневрену. Маневрена група, веде активний наступ і захоплює позиції противника, й може мати у своєму складі 2-3 стрільців на чолі зі старшим стрільцем, а вогнева — командира відділення, гранатометної обслуги і кулеметника. При цьому склад вогневих груп може бути довільним.
Такий підхід застосування вогневих груп (англ. fireteams) набув широкої практики в Збройних силах США, у частині, що стосується взаємного маневру і вогневого прикриття вогневих груп. В армії США вогнева група діє в складі: командир групи (автоматичний карабін), кулеметник (легкий кулемет), гранатометник (автоматичний карабін з підствольним гранатометом) і стрілець (автоматичний карабін), або піхотний снайпер (снайперська гвинтівка), або протитанкіст (автоматичний карабін та ручний протитанковий гранатомет). Загалом у відділенні 9 осіб: 2 вогневі групи та командир відділення. У свою чергу в Корпусі морської піхоти США відділення має 13 військовослужбовців, і складається з 3 вогневих груп на чолі з командиром відділення. Кожна вогнева група включає: командир групи, який обіймає посаду гранатометника (автоматичний карабін з підствольним гранатометом), кулеметник (легкий кулемет), помічник кулеметника (автоматичний карабін) та стрілець (автоматичний карабін).

## Організація

### Британська Армія
В британській армії сучасне піхотне відділення (англ. section), що має у своєму складі вісім військовослужбовців на чолі з капралом, як командиром, та молодшим капралом, який є його заступником («англ. 2IC»), ділиться на дві вогневі групи («Чарлі» і «Дельта») з чотирьох чоловік кожна під командуванням капрала і молодшого капрала відповідно.

### Австралійська Армія
В сучасній австралійській армії відділення, згідно з новою структурою піхотної чоти, також складається з восьми чоловіків та поділяється на дві вогневі групи по чотири чоловіка в кожний. Кожна вогнева група складається з командира групи (капрал/ молодший капрал), розвідника з удосконаленою оптикою, гранатометника з M203 і оператора LSW зі зброю підтримки F89 Minimi.
Типова структура вогневої (бойової) групи, з яких складається відділення  (Австралія):
| Посада         | Озброєння                                                     |
| -------------- | ------------------------------------------------------------- |
| Командир групи | F88 Steyr                                                     |
| розвідник      | F88 Steyr з удосконаленою оптикою (у тому числі 3.4x Wildcat) |
| гранатометник  | F88 Steyr з підствольним гранатометом M203                    |
| кулеметник     | F89 Minimi                                                    |

### Канадська Армія
В Канадській Армії відділення (англ. section) поділяється на дві штурмові групи (англ. assault group) по чотири солдати кожна (еквівалентно австралійській та британській вогневим групам) та групу транспортних засобів, що складається з водія та стрільця. Штурмові групи поділяються на вогневі групи (англ. fire team) по двах солдата в кожній.

### Україна
З метою впровадження в України стандарту НАТО STANAG 2116 наказом Міністерства оборони України від 07.09.2020 №317 затверджено Перелік штатних посад рядового, сержантського і старшинського складу та відповідних їм військових звань і тарифних розрядів посад, який набув чинності 1 січня 2021 р. та, серед інших, містив дві наступних штатних посади:
- командир групи (механізованого, мотопіхотного, піхотного, аеромобільного, десантно-штурмового, штурмового, повітряно-десантного, гірсько-штурмового відділення та морської піхоти); штатне звання — молодший сержант
- командир відділення (механізованого, мотопіхотного, піхотного, аеромобільного, десантно-штурмового, штурмового, повітряно-десантного, гірсько-штурмового та морської піхоти); штатне звання — сержант

Таким чином, з 1 січня 2021 р. у ЗСУ була впроваджена структура, за якою механізоване, мотопіхотне, піхотне, аеромобільне, десантно-штурмове, штурмове, повітряно-десантне, гірсько-штурмове відділення та відділення морської піхоти, командирами якого за штатною посадою є сержанти, містить у своєму складі вогневі групи, командирами яких за штатною посадою є молодші сержанти.

## STANAG 2019 (стандарт НАТОAPP-06)
Необхідно зазначити, що згідно змісту Додатку В стандарту НАТО APP-06 не існує єдиного підходу до структури  підрозділів менших за взвод. Загальний підхід, який ґрунтується на американському стандарті та який поділяє частина країн, полягає у наступному:
| Символ | APP-06 (НАТО), MIL-STD-2525 (США)             | Словаччина                                      | Україна            |
| ------ | --------------------------------------------- | ----------------------------------------------- | ------------------ |
| Ø      | Crew (екіпаж, обслуга), Team (команда, група) | Tím (група), Osádka (екіпаж), Obsluha (обслуга) | Розрахунок, Екіпаж |
| ●      | Squad (відділення)                            | Družstvo (відділення)                           | Відділення         |
| ●●     | Section (секція)                              | Sekcia (секція)                                 | Секція             |
| ●●●    | Platoon (взвод)                               | Čata (взвод)                                    | Взвод              |

Згідно пояснень від США:

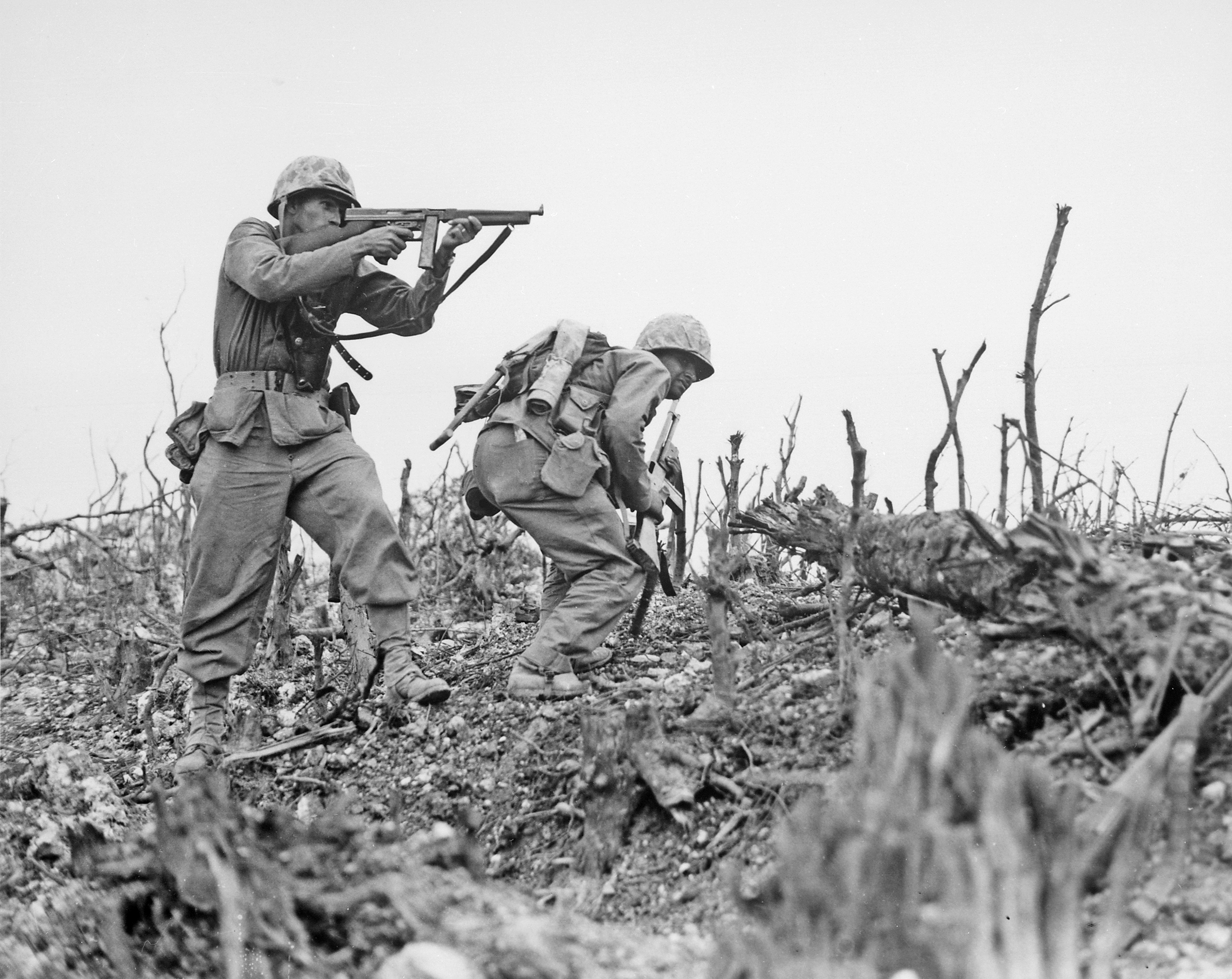
Група американських морських піхотинців веде бій: поки один здійснює перебіжку, другий прикриває його вогнем. Битва за Окінаву. 18 травня 1945

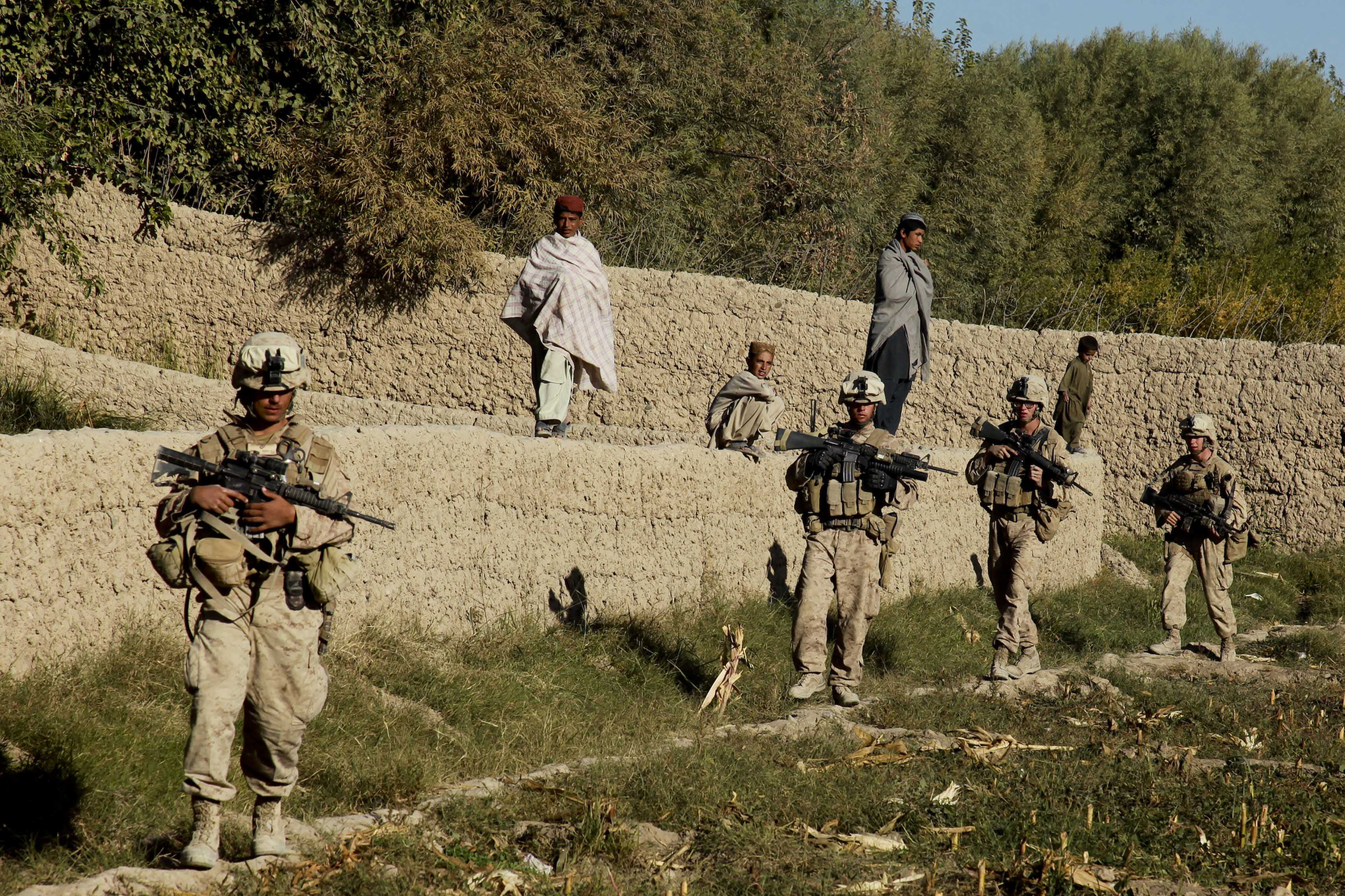
Патрульна група морської піхоти США. Війна в Афганістані. 18 жовтня 2009

- Crew (екіпаж, обслуга) – невеликий військовий підрозділ, що складається з усього особового складу, що керує певною системою; є частиною відділення
- Team (команда, група) – невелика група з двох або більше осіб, пов'язаних роботою чи діяльністю; є частиною відділення
- Squad (відділення) – невеликий військовий підрозділ, який зазвичай містить дві або більше вогневі групи (англ. fire team)
- Section (секція) – тактичний підрозділ армії та морської піхоти, менший за взвод і більший за відділення
- Platoon (взвод) – підрозділ роти, що складається з двох або більше відділень або секцій

Проблема полягає у примітці, що до символу ● також застосовується загальноанглійське визначення: «невелика група, що займається спільними зусиллями або заняттями». У зв'язку цим частина країн використовує символ ● замість символу Ø, а символ ●● використовує для позначення відділення:   
| Символ | Канада                       | Чехія                                                                | Болгарія      |
| ------ | ---------------------------- | -------------------------------------------------------------------- | ------------- |
| ●      | (підрозділ менше відділення) | Osádka (екіпаж), obsluha (обслуга), sekce (секція; менше відділення) | Paзҹeт Эҝипаж |
| ●●     | Section (відділення)         | Družstvo (відділення)                                                | Отделение     |
| ●●●    | Platoon (взвод)              | Četa (взвод)                                                         | Взвод         |

| Символ | Термін естонською                       | Термін англійською                                     | Пояснення                                               |
| ------ | --------------------------------------- | ------------------------------------------------------ | ------------------------------------------------------- |
| ●      | Lahingpaar (бойова пара)                | Fire and manoeuvre team (вогнева та маневрена команда) | більше окремого солдата, менше вогневої групи           |
| ●      | Salk (вогнева група, буквально "загін") | Fireteam (вогнева група, букв. "вогнева команда")      | більше вогневої та маневреної команди, менше відділення |
| ●●     | Jagu (відділення)                       | Squad (відділення, букв. "загін")                      | більше вогневої групи, менше взводу                     |
| ●●●    | Rühm (взвод)                            | Platoon (взвод)                                        | більше відділення, менше роти                           |

Велика Британія не має еквіваленту для символу ●●, а символ ● використовує для відділення (англ. section).
Латвія та Хорватія не мають еквіваленту для символу ●, а символ ●● використовують для підрозділів менше взводу. 
Підходи інших країн НАТО щодо використання символів ● та ●● потребують уточнення змісту відповідних національних термінів.

## Бойова пара
Бойова пара (англ. battle pair) — це найменший підрозділ, що складається   з двох солдатів, один з яких виконує обов'язки старшого (визначається серед них двох або їхнім начальником). Вогнева група, у свою чергу, зазвичай складається з двох бойових пар, що виконують функції вогневої та маневреної груп.